# Mistaken Identity (dal)
A Mistaken Identity egy alternatív pop stílusú dal, melyet Delta Goodrem és Billymann írtak az énekesnő második nagylemezére.

## Megalkotása
A dal sötétebb, komorabb hangvételű erős zongora alappal kísérve. Az énekesnő a betegsége alatt megélt megpróbáltatásait idézi fel a dalban, és hogy ez mennyire változtatta meg az életszemléletét. Szövegében is szókimondóbb, és Delta azt is elismerte, hogy komoly harcot kellett vívnia a lemezkiadójával, hogy megjelenhessen a kislemez.
A korábban megjelent kislemezek sikeréhez képest csak mérsékelt fogadtatásban részesült a közönség körében, és hamar kiesett a zenei listák élvonalából is.

## Dallista
- Mistaken Identity
- Silence Be Heard
- How a Dream Looks
- Mistaken Identity (Videóklip)

## Helyezés a kislemezeladási listán
| Lista (2005)                  | Helyezés |
| ----------------------------- | -------- |
| Ausztrália ARIA kislemezlista | 7        |

## Fordítás
- Ez a szócikk részben vagy egészben  a   Mistaken_Identity_(Delta_Goodrem_song) című angol Wikipédia-szócikk fordításán alapul.  Az eredeti cikk szerkesztőit annak laptörténete sorolja fel. Ez a jelzés csupán a megfogalmazás eredetét és a szerzői jogokat jelzi, nem szolgál a cikkben szereplő információk forrásmegjelöléseként.